# Alfa Romeo 159
|  | Denne artikel omhandler personbilen. For racerbilen, se Alfa Romeo 159 Alfetta. |
Alfa Romeo 159 var en stor mellemklassebil fra Alfa Romeo, som afløste Alfa Romeo 156 i 2005. 159 fandtes som stationcar (kaldet Sportwagon eller SW) og som sedan med forskellige benzin- og dieselmotorer.

## Sikkerhed
Alfa Romeo 159 var som standard udstyret 7 airbags. Heraf fører og passagerairbag, samt side og gardinairbags i begge sider af bilen, og en knæairbag i førersiden. Blandt aktive sikkerhedssystemer, var bilen udstyret med Elektronisk stabilitetsprogram. Bilen blev i 2006 kollisionstestet af Euro NCAP, som i tre kategorier bedømmer sikkerheden på et skala fra 1 til 5. Topkarakteren gjorde, at man dengang betegnede bilen som værende blandt de sikreste i klassen.
| Voksne | Børn | Fodgængere |
| ------ | ---- | ---------- |
| 5/5    | 4/5  | 1/5        |

## Konstruktion
Benzinmotorerne på 1,8, 1,9 og 2,2 liter benyttede sig af en del GM-dele, mens 3,2 V6'eren var en Alfa Romeo-motor undtagen blokken, som var en Fiat/GM-konstruktion. Derimod var 1750 TBi en helt igennem ny konstruktion fra Fiat/Alfa Romeo og benyttes også i forskellige bilmodeller fra Fiat og Alfa Romeo.
Dieselmotorerne på 1,9 og 2,4 liter var opgraderede versioner af Fiats dieselmotorer. Præcis samme versioner af 1,9'eren blev benyttet i Saab 9-3 og 9-5.
Platformmæssigt byggede 159'eren på den delvis i Pixbo udviklede GM/Fiat/Alfa Premium-platform.
Motorprogrammet er løbende blevet opdateret. Både 1,8'eren og V6'eren udgik i 2010, og eneste tilbageværende benzinmotor i 159 var til sidst 1750 TBi med 200 hk. Også begge dieselmotorerne på 1,9 og 2,4 liter blev i 2010 afløst af en ny dieselmotor på 2,0 liter, som fandtes i to versioner med 136 og 170 hk.
Modellen udgik af produktion i oktober 2011.

## Billeder
- Alfa Romeo 159
- Alfa Romeo 159
- Alfa Romeo 159 Sportwagon
- Alfa Romeo 159 Sportwagon

## Tekniske specifikationer

### Benzinmotorer
| Model    | Cylindre | Slagvolume cm³ | Max. effekt kW (hk) / omdr. | Max. drejningsmoment Nm / omdr. | Motorkode | 0-100 km/t sek. | Topfart km/t | Byggeår     |
| -------- | -------- | -------------- | --------------------------- | ------------------------------- | --------- | --------------- | ------------ | ----------- |
| 1750 TBi | 4        | 1742           | 147 (200) / 5000            | 320 / 1400                      | 939B1000  | 7,7             | 235          | 2009 − 2011 |
| 1.8 MPI  | 4        | 1796           | 103 (140) / 6500            | 175 / 3800                      | 939A4000  | 10,2            | 208          | 2007 − 2010 |
| 1.9 JTS  | 4        | 1859           | 118 (160) / 6500            | 190 / 4500                      | 939A6000  | 9,7             | 212          | 2005 − 2008 |
| 2.2 JTS  | 4        | 2198           | 136 (185) / 6500            | 230 / 4500                      | 939A5000  | 8,8             | 222          | 2005 − 2009 |
| 3.2 JTS  | 6        | 3195           | 191 (260) / 6300            | 322 / 4500                      | 939A000   | 7,0             | 240          | 2005 − 2010 |

### Dieselmotorer
| Model        | Cylindre | Slagvolume cm³ | Max. effekt kW (hk) / omdr. | Max. drejningsmoment Nm / omdr. | Motorkode | 0-100 km/t sek. | Topfart km/t | Byggeår     |
| ------------ | -------- | -------------- | --------------------------- | ------------------------------- | --------- | --------------- | ------------ | ----------- |
| 1.9 JTDM 8V  | 4        | 1910           | 88 (120) / 4000             | 280 / 2000                      | 939A1000  | 11,0            | 191          | 2005 − 2010 |
| 1.9 JTDM 16V | 4        | 1910           | 110 (150) / 4000            | 320 / 2000                      | 939A2000  | 9,4             | 210          | 2005 − 2010 |
| 2.0 JTDM 16V | 4        | 1956           | 100 (136) / 4000            | 350 / 1750                      | 939B5000  | 9,9             | 202          | 2010 − 2011 |
| 2.0 JTDM 16V | 4        | 1956           | 125 (170) / 4000            | 360 / 1750                      | 939B3000  | 8,8             | 218          | 2009 − 2010 |
| 2.0 JTDM 16V | 4        | 1956           | 125 (170) / 4000            | 350 / 1750                      | 939B4000  | 8,8             | 218          | 2010 − 2011 |
| 2.4 JTDM 20V | 5        | 2387           | 147 (200) / 4000            | 400 / 2000                      | 939A3000  | 8,4             | 224          | 2005 − 2010 |
| 2.4 JTDM 20V | 5        | 2387           | 154 (210) / 4000            | 400 / 1500                      | 939A9000  | 8,2             | 230          | 2007 − 2010 |